# Przylądek Filchnera
Przylądek Filchnera (ang. Cape Filchner) – pokryty lodem przylądek na Antarktydzie, oblany przez wody Morza Davisa. Stanowi granicę między Wybrzeżem Królowej Marii a Ziemią Wilhelma II. Został odkryty przez ekspedycję Australasian Antarctic Expedition pod przewodnictwem Douglasa Mawsona, który nazwał go na cześć Wilhelma Filchnera, dowódcy niemieckiej ekspedycji antarktycznej.